# Polytela chrysospila
Polytela chrysospila là một loài bướm đêm trong họ Noctuidae.